# پتاسیم هگزاسیانوکرومات (III)
پتاسیم هگزاسیانوکرومات(III) (به انگلیسی: Potassium hexacyanochromate(III)) یک ترکیب شیمیایی با شناسه پاب‌کم ۲۱۱۲۳۷۶۵ است. 